# UKS Manta Kościerzyna
Uczniowski Klub Sportowy Manta Kościerzyna – klub sportowy w Kościerzynie. Obecnie aktywna jedynie jest sekcja pływania w płetwach. Zawodnicy trenują na pływalni Aqua Centrum w Kościerzynie. Basen ma długość 25 metrów.

## Sukcesy klubu
Manta Kościerzyna regularnie zajmuje czołowe lokaty w Klubowym Pucharze Polski w pływaniu w płetwach. W 2019 roku osiągneli największy dotychczas sukces w klasyfikacji drużynowej w Klubowym Pucharze Polski, zdobywając trzecią lokatę w klasyfikacji generalnej. W lutym 2020 roku klub wygrał rywalizacje drużynową podczas III Open Baltic Finswimming Championships. Zawodnicy UKS Manty Kościerzyna odnoszą również wiele indywidualnych sukcesów. W 2019 roku Szymon Kropidłowski podczas Mistrzostw Świata Juniorów w Sharm El Sheikh, zdobył złoty medal na dystansie 100m BF oraz srebrny medal na dystansie 50m BF. Szymon Kropidłowski został również drugim najlepszym zawodnikiem w kategorii juniorów w klasyfikacji generalnej Pucharu Świata. Pływacy z Kościerzyny posiadają aktualnie 9 rekordów Polski na różnych dystanstach. Siedmiu zawodników Manty Kościerzyny zostało powołanych do kadry Polski na rok 2020, są to w kategoriach seniorskich Marcin Łukowicz oraz Szymon Kropidłowski, a w kategoriach juniorskich Balbina Sikora, Julia Greń, Neli Wanta, Damian Kutela i Michał Koliński.

## Aktualne rekordy Polski zawodników UKS Manty Kościerzyny

### Kategoria E chłopców
- 100 BF – 00:56.05, Szymon Kropidłowski, 16.11.2013 Kościerzyna

### Kategoria D dziewcząt
- 400 IM – 04:12.93, Julia Greń, 2017 Gliwice

### Kategoria B chłopców
- 50 BF – 00:19.14, Szymon Kropidłowski, 10.2019 Toruń
- 100 BF – 00:42.83, Szymon Kropidłowski, 07.2017 Sharm El Sheikh, Egipt

### Kategoria A mężczyzn
- 50 BF – 00:18.18, Szymon Kropidłowski, 11.2023 Władysławowo
- 100 BF – 00:39.74, Szymon Kropidłowski, 11.2023, Władysławowo
- 200 BF – 01:32.89, Szymon Kropidłowski, 11.2023, Władysławowo
- 400 BF-3.29.82, Szymon Kropidłowski, 11.2023, Władysławowo
- 4x50 BF – 01:20.53, Szymon Kropidłowski, Michał Koliński, Damian Kutela, Franciszek Bystroń, 12.2020 Kościerzyna
- 4x100 BF – 02:57.05, Szymon Kropidłowski, Michał Koliński, Damian Kutela, Marcin Łukowicz, 11.2019 Chodzież